# Sueli dos Santos
Sueli dos Santos, född 8 januari 1965, är en friidrottare från Brasilien. Hon deltog vid olympiska sommarspelen 2000.